# Осняги (Гадячский район)

Осня́ги (укр. Осняги) — село,
Беленченковский сельский совет,
Гадячский район,
Полтавская область,
Украина.
Код КОАТУУ — 5320480405. Население по переписи 2001 года составляло 304 человека.

## Географическое положение
Село Осняги находится на расстоянии в 1 км от села Киблицкое и в 1,5 км от села Вечирчино.
Рядом проходят автомобильная дорога Т-1705 и
железная дорога, станция Осняги.

## История
- 1890 — дата основания.

## Объекты социальной сферы
- Школа І ст.